# Ciguapa
La Ciguapa (del náhuatl, cihuatl, mujer), también llamada Siguapa o Ciguaya, es una criatura mítica femenina, similar a una mujer indígena, que camina con sus pies vueltos al revés. Emite alaridos similares al titeo de la perdiz. Según la mitología o leyenda, sale de noche, al borde de las corrientes de agua, y puede embrujar a los hombres. De todos modos, con la ayuda de un perro blanco, las ciguapas pueden ser atrapadas en las noches de luna creciente, aunque es tal su pena por su cautividad, que acaba muriendo. También se les clasifica como maboyas.
Aunque se tienen como las primeras referencias del origen de la ciguapa como tal, las procedentes de la literatura aportadas en el siglo XIX, la primera de ellas en 1866 por el escritor dominicano Francisco Javier Angulo Guridi (1816-1884), quien introduce la corriente indianista en la literatura dominicana con su drama Iguaniona (escrito en 1867) y los temas de la leyenda local como el relato “La Ciguapa”, escrito en 1866.
El tema de la ciguapa es un tema muy anterior, tanto que algunos investigadores lo sitúan en la época colonial mientras para otros, su origen se remonta a la época prehispánica.
Para Fray Cipriano de Utrera (1886-1958) quien se enteró de su existencia en 1911 dice lo siguiente del mito caribeño: “Como tal propiedad de pies reversibles forzosamente habría de decirse de especie animal no humana, aquello se tiene por todos como patraña y tal que no recordamos haber leído nada escrito sobre la Ciguapa. Con todo, la antigüedad, aparentemente, es respetable, siquiera en el fundamento primero, de lo raro que traspaso los límites de la española”. (1951: 264)
Recuerda Utrera a continuación: “Lo redujo a relación de semejanza con las pinturas que en España y en Italia la gente principal tenía como de seres extraños el obispo Alejandro Geraldini, quien dice en su “Itinerarium ad Regiones sub Equinoctiali” PIago constit. ed. de 1637, libro XV, pág. 218: “Que en una remotísima parte de la Isla ad Septentrión, frente de un monte altísimo e inaccesible en absoluto, hay unos hombres silvestres, con todo el cuerpo cubierto de vellos largos, excepto los pies, las manos, las rodillas y la cara, como se ven pintados en zaguanes y atrios en las casas de la gente principal en España e Italia, y que tales hombres evitan toda comunicación con los demás hombres, y si por caso alguna vez bajan al llano y se les ofrece ver a viajero alguno, con gran velocidad se recogen al monte que no hay caballo con que se les siga, que pueda ser más veloz que aquellos salvajes.”(Gabriel Atiles 2013)
Esta criatura es principalmente parte del folklore de República Dominicana, Cuba, Puerto Rico e inclusive de Centroamérica.

## Origen
Para muchos, el origen de esta criatura es desconocido. No obstante, se ha propuesto la hipótesis de que tenga un origen africano. El problema está en el desarrollo tardío de la leyenda y su ausencia en otras poblaciones afroamericanas, incluyendo Haití. Otros creen que su origen viene de los Ciguayos de Quisqueya, que se caracterizaban por ser los guardianes de la isla contra la llegada de los Caribes, ya que siempre atacaban por el lado de la isla que ellos habitaban, la Bahía de Samaná. Se dice que por esta razón debían estar preparados para los ataques de los caribes en cualquier momento y que lo hacían teniendo los pies apuntando al mar y el resto del cuerpo apuntando a donde estuvieran mirando entonces. De ahí que la Ciguapa tenga los pies en dirección contraria  a su vista.
Los orígenes de la Ciguapa, sin embargo, realmente pueden estar posiblemente relacionados con la llegada de Cristóbal Colón y con la invasión de los conquistadores españoles. Después de la conquista española, muchos Taínos fueron esclavizados, razón por la que los Taínos huyeron.
Hay una leyenda de la Ciguapa que puede tener relación con los últimos sobrevivientes de los Taínos, aquellos que se fueron a esconder en la montañas sepultándose en túneles y cuevas para evitar ser capturados por los españoles: según la historia, se veía a una mujer salir de una cueva, la cual era descrita como una mujer de largo cabello, piel blanca, ojos azules y que andaba semidesnuda. Ésta se llevaba de sus viviendas la comida, ropa y otra cosa que le fuera útil. Esto último fue asociado con demonios, brujas o seres del Inframundo. Pero la verdad es que podría ser que algunos indios Taínos sobrevivieron bajo tierra, y que en la actualidad se les conozca como Ciguapas.
La Ciguapa es un ser mítico que aparece en la zonas rurales de República Dominicana, pero también se habla de Ciguapas en Holguín, Cuba. Posiblemente pudo ser un personaje que pudo haber sido llevado por dominicanos que fueron a luchar por la independencia cubana.

## El Ciguapo
Se dice que existe el Ciguapo, que es una especie de Gallo vuelto de espalda con su lomo emplumado y en su pecho tiene senos de mujer, que aparece en los ranchos, bosques y/o selvas de Cuba y República Dominicana. Su grito se parece al grito de un bebé y aquellos que se topen con este "Ciguapo" y quieran liquidarlo, les espera una terrible maldición. También se cuenta que suele aparecerse a las mujeres campesinas para supuestamente seducirlas con el afán de reproducirse (para tener hijos).
Se cree que el Ciguapo es el hijo de una ciguapa. Sin embargo, también se cree que fue una persona que se había suicidado y que, por no sangre indígena, quedó convertido en esta criatura. No tiene maldad pura, es inofensivo; ya que se dice que es juguetón, no hace mal a nadie.